# Hate (revista em quadrinhos)
Hate é uma revista em quadrinhos americana produzida de forma independente pelo escritor e cartunista Peter Bagge A série venceu o Harvey Award para Best New Series em 1991 e foi indicada ao Eisner Award de "Melhor Série" em 1993. Por seu trabalho na revista, Bagge foi indicado ao Eisner Award em 1992 e 1993 na categoria "Melhor Escritor" e em 1995 na categoria "Melhor Colorização".